# Химки (Москва)
Хи́мки (Хи́мка, Тимофе́евская) — бывшая подмосковная деревня.
В 1960 году её территория оказалась в черте города Москвы. В настоящее время входит в состав московского Левобережного района. Располагалась у реки Химка по обе стороны Ленинградского шоссе. Деревня дала название московскому району массового жилищного строительства Химки-Ховрино.

## Население
Динамика населения Химок:
| Год     | 1795 | 1852 | 1859 | 1890 | 1899 | 1926 |
| ------- | ---- | ---- | ---- | ---- | ---- | ---- |
| Жителей | 119  | 158  | 154  | 233  | 309  | 311  |
| Дворов  | 20   | 25   | 28   |      |      | 63   |

## История
Впервые упоминается в писцовой книге 1584 года как пустошь Тимофеевская, относившаяся к селу Бусиново, которое принадлежало Новодевичьему монастырю. Как населённый пункт упоминается только во второй половине XVII века. Тогда деревня Тимофеевская являлась владением Артемия Козлова, дьяка Конюшенного, Челобитного, Ямского и других приказов. В 1678 году в деревне был двор вотчинников, в нём жил приказчик и двое дворовых; насчитывалось 5 крестьянских дворов, где проживало 18 человек. После смерти Козлова деревня вновь перешла в собственность Новодевичьего монастыря. В начале XVIII века здесь числился монастырский двор, 9 крестьянских дворов и 39 душ мужского пола.
В середине XVIII века после секуляризации монастырских земель деревня Тимофеевская переходит во владение Коллегии экономии. Тогда в документах впервые упоминается второе название деревни — Химки.
Существовал стан (остановка) Химка на тракте Санкт-Петербург — Москва (714 вёрст от СПб. и 14 от М..
В конце XVIII века деревня перешла во владение графа Николая Александровича Зубова, будущего убийцы Павла I. В то время в деревне насчитывалось 20 дворов и 119 жителей. Согласно «Экономическим ведомостям», в 1800 году при деревне Тимофеевской был казённый каменный мост через реку Химку. Во время Отечественной войны 1812 года деревня была занята французскими войсками. Согласно донесению генерал-адъютанта Ф. Ф. Винцингероде, 15 сентября казачий полковник Иловайский 12-й атаковал французский авангард, «состоящий из пехоты и кавалерии и расположенный в деревне Химки». Французы потерпели поражение, в плен было захвачено 270 солдат и один офицер, число убитых неизвестно.
В 1834 году было открыто Петербургское шоссе, которое пролегло через Химки. В деревне была открыта почтовая станция 26, построена казарма дорожной команды № 96. В окрестностях деревни стали селиться дачники. В районе нынешнего Прибрежного проезда находилась небольшая каменная часовня. В 1900 году Московское училище живописи, ваяния и зодчества арендовало неподалёку дачу для обучения студентов по классу пейзажа. В 1861 году деревня была включена в состав Всехсвятской волости Московской губернии и уезда. После прокладки неподалёку Николаевской железной дороги значение Петербургского шоссе упало, и доходы от деревенских трактиров и постоялых дворов снизились. В то же время в Химках начинают открываться слесарные мастерские. Вплоть до 1930-х годов там занимались изготовлением печной арматуры. Рядом с железнодорожной станцией Химки образовался посёлок, который в дальнейшем разросся и стал одноимённым городом Химки. Несмотря на общее название, деревня Химки никогда не входила в состав этого города.
После Октябрьской революции деревня Химки вошла в состав Ульяновской волости Московского уезда и стала административным центром Химкинского сельсовета, к которому относилась также деревня Алёшкино. Позднее Химки получили статус села, которое к 1953 году уже входило в состав Химкинского района. В советское время в деревне Химки был открыт колхоз «Новая жизнь», который в 1950 году вошёл в состав ховринского колхоза «Путь к коммунизму». В Химках также работала трикотажная мастерская Химкинского райпромкомбината. В 1937 году рядом с Химками расположился Канал имени Москвы, южнее деревни появился посёлок портовиков. В 1960 году Химки оказались в черте Москвы, и вскоре в этом районе началось массовое жилищное строительство.